# L'Incident (film, 1978)
Pour les articles homonymes, voir Incident.
Pour plus de détails, voir Fiche technique et Distribution.
L'Incident (事件, Jiken) est un film de procès japonais réalisé par Yoshitarō Nomura, sorti en 1978.

## Synopsis
Hiroshi Ueda, 19 ans, ouvrier portuaire, est accusé du meurtre de Hatsuko Sakai, retrouvée assassinée à coups de couteau dans la forêt.

## Fiche technique
- Titre : L'Incident
- Titre original : 事件 (Jiken?)
- Réalisation : Yoshitarō Nomura
- Scénario : Kaneto Shindō d'après un roman de Shōhei Ōoka
- Musique : Yasushi Akutagawa
- Photographie : Takashi Kawamata
- Décors : Kyōhei Morita
- Montage : Kazuo Ōta (ja)
- Société de production : Shōchiku
- Pays de production :  Japon
- Langue originale : japonais
- Genre : Drame, thriller
- Durée : 138 minutes[2]
- Dates de sortie : 
  - Japon : 3 juin 1978[2]

## Distribution
- Keiko Matsuzaka : Hatsuko Sakai
- Shinobu Ōtake : Yoshiko Sakai
- Toshiyuki Nagashima : Hiroshi Ueda
- Tsunehiko Watase : Takeshi Hanai
- Shinsuke Ashida : Okabe
- Hisaya Morishige
- Junko Natsu
- Kō Nishimura
- Nobuko Otowa : Sumie Sakai
- Shin Saburi
- Asao Sano
- Tetsurō Tanba : Kikuchi, l'avocat
- Kei Yamamoto

## Distinctions
Le film a été nommé pour sept Japan Academy Prizes en a reçu cinq : meilleur film, meilleure actrice pour Shinobu Ōtake, meilleur second rôle féminin pour Tsunehiko Watase, meilleur scénario et meilleure photographique.